# Banco do Estado de Goiás
O Banco do Estado de Goiás S/A (BEG), foi uma sociedade de economia mista, controlada pelo Governo do Estado de Goiás e tinha como sede em Goiânia.
Foi fundado em 18 de maio de 1955, iniciando suas atividades nesse mesmo ano. 
O Banco foi criado pela iniciativa do Estado de Goias em conjunto com os seguintes bancos: Banco Imobiliário pertencente ao Banqueiro Goiano Italvino Gomes Pereira e Mercantil do Oeste Brasileiro pertencente a família Cunha, Casa Bancária Vieira Coelho e Casa Bancária da Produção e Crédito (Pró-Crédito), e Banco de Goiás que formaram uma sociedade anônima de economia mista. Quando iniciou suas operações, o Banco tinha seis dependências, nas cidades de Goiânia, Goiás (antiga capital do Estado), Anápolis, Ceres, Ipameri e Nerópolis.
Em 31 de maio de 1999, devido a nova politica de desestatização de diversos bancos estaduais do país foram vendidos, privatizados e ou incorporados pela iniciativa privada , essa politica do Banco Central obrigou o estado a passar o controle para o Governo Federal, que ao final acabou privatizando-o.
Pouco antes da federalização, o BEG contava com 268 pontos de atendimento, sendo 152 agências bancárias e 116 postos de serviços, em 188 municípios goianos. Contava, também com agências nos Estados de São Paulo, Rio de Janeiro e no Distrito Federal, contava com uma DTVM própria  e uma corretora de seguros.
Sua missão principal, como maior instituição financeira do Estado, era o fomento e o desenvolvimento da economia regional.
No dia 04 de dezembro de 2001, a instituição financeira foi vendida num leilão de privatização na Bolsa de Valores do Rio de Janeiro, cujo valor inicial era de R$ 300,72 milhões, e adquirido pelo Itaú, pelo valor de R$ 665 milhões.

## Presidentes do Banco do Estado de Goiás
| Nº | Nome                                                                         | Início do mandato      | Fim do mandato         |
| 1  | Segismundo de Araújo Mello (Luziânia, 24.04.1915–Rio de Janeiro, 05.11.2003) | 18 de maio de 1955     | 30 de junho de 1959    |
| 2  | Serafim de Carvalho (03.05.1907–28.08.1973)                                  | 1º de julho de 1959    | 3 de abril de 1961     |
| 3  | José Feliciano Ferreira                                                      | 4 de abril de 1961     | 21 de abril de 1963    |
| 4  | Orivaldo Borges Leão                                                         | 22 de abril de 1963    | 28 de abril de 1965    |
| 5  | Manoel dos Reis e Silva                                                      | 29 de abril de 1965    | 13 de julho de 1970    |
| 6  | Ataualpa Pieruccetti Velloso                                                 | 14 de julho de 1970    | 29 de abril de 1971    |
| 7  | Vicente Andrade                                                              | 30 de abril de 1971    | 2 de janeiro de 1973   |
| 8  | Wagner de Barros                                                             | 3 de janeiro de 1973   | 9 de abril de 1975     |
| 9  | Ataualpa Pieruccetti Velloso, interino                                       | 10 de abril de 1975    | 9 de julho de 1975     |
| 10 | Milton Rodrigues de Oliveira                                                 | 10 de julho de 1975    | 15 de julho de 1976    |
| 11 | Newton Ferreira                                                              | 16 de julho de 1976    | 14 de maio de 1978     |
| 12 | Índio do Brasil Artiaga Lima                                                 | 15 de maio de 1978     | 8 de abril de 1979     |
| 13 | Antônio Barcelos                                                             | 9 de abril de 1979     | 19 de outubro de 1981  |
| 14 | Antônio Augusto de Almeida Borghetti                                         | 20 de outubro de 1981  | 11 de março de 1983    |
| 15 | Esupério Sebastião de Campos Aguilar                                         | 12 de março de 1983    | 16 de março de 1987    |
| 16 | Janides de Souza Fernandes                                                   | 17 de março de 1987    | 14 de março de 1991    |
| 17 | Ovídio Antônio de Ângelis (Goiânia, 14.11.1944–)                             | 15 de março de 1991    | 8 de fevereiro de 1993 |
| 18 | Aires Neto Campos Ferreira                                                   | 9 de fevereiro de 1993 | 1º de janeiro de 1995  |
| 19 | Walmir Martins de Lima (Goiânia, 17.04.1943–)                                | 2 de janeiro de 1995   | 12 de janeiro de 1999  |
| 20 | Janides de Souza Fernandes (Anápolis, ??.??.19??–)                           | 13 de janeiro de 1999  | 30 de maio de 1999     |
| 21 | Waldin Rosa de Lima                                                          | 31 de maio de 1999     | 5 de dezembro de 2001  |